# Donnie Klang
Donald Joseph Klang (New York, 23 gennaio 1985) è un cantante statunitense di musica Rhythm and blues e pop.
Conosciuto come Donnie Klang, è diventato famoso in tutto il mondo grazie alla partecipazione a Making the Band 4, format statunitense di MTV condotto dal rapper Puff Daddy (ora chiamato Diddy). Il suo primo singolo è Take You There, cantato in  duo sempre con Puff Daddy. Con le Danity Kane e i Day26 (gruppo al quale Donnie avrebbe voluto far parte a Making the Band), parteciperà al programma Making the Band 4 - Battle of Sexes, dove le due band e Klang produrranno i loro rispettivi album negli studi della Bad Boy Records.

## Biografia

### Adolescenza
Donald Joseph Klang nasce a Brooklyn, New York. Ha cominciato prestissimo la carriera da aspirante divo iniziando come modello e come attore in alcuni film per la televisione. La passione per la musica scocca quando Donnie ha 12 anni, e giunto nelle scuole superiori già cantava in un gruppo pop della Island Tress High School di Levittown nello stato di New York, fino al 2003. Fu così che il ragazzo comincia a crescere professionalmente incrementando le sue capacità di cantare, ballare e scrivere testi.
Terminata la scuola superiore, Donnie si iscrive alla Hofstra University di Hempstead (New York) che poi lascerà dopo qualche semestre per inseguire il sogno di essere scelto da Puff Daddy per partecipare al programma Making the Band.

### 2007-2008 Making the Band 4

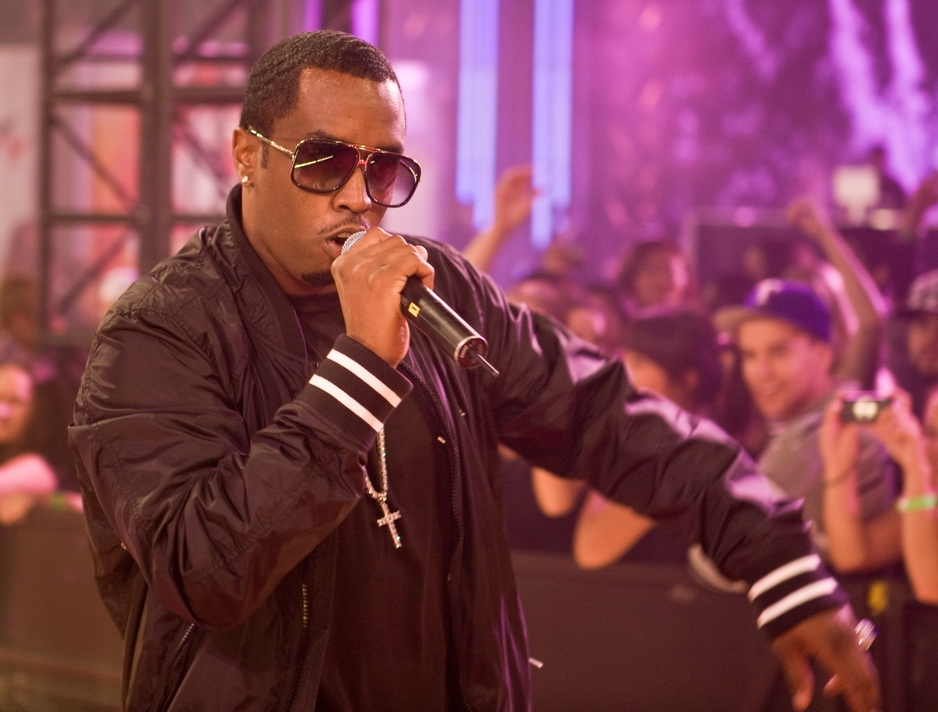
Sean Combs, primo produttore di Donnie Klang

In Making the Band 4, "Sean "Diddy" Combs" scegliera' 5 ragazzi per formare il futuro gruppo dei Day 26, lasciando fuori Donnie precisando però che per il ragazzo, il rapper/manager aveva in mente per lui un progetto da solista, quindi nonostante l'esclusione dalla Band, per Donnie tutto questo è comunque un ottimo risultato, se non ancora più importante. Grazie a MTV e a Diddy, Donnie Klang è diventato una star della Bad Boy.

### Bad Boy Records e album di debutto
Nel 2008, Donnie registra in studio Just a Rolling Stone, album in vendita il 2 settembre negli Stati Uniti. Il primo singolo, Take You There, in featuring con il Boss della Bad Boy, Diddy; un pezzo che varia dal pop leggero al hip hop metropolitano, ed è stato tra i più ricercati su iTunes e su Amazon.com. Dopo la pubblicazione del fortunato album, Donnie prende parte al tour dei Backstreet Boys. La canzone Dr.Love verrà selezionata come colonna sonora del film Road Trip 2, uscito nelle sale nel 2009.

### L'addio alla Bad Boy Records
Nel giugno 2010, Klang lascia la Bad Boy Records e firma con l'etichetta indipendente Eight72 Entertainment.

## Tour
- 2008: Making The Band Tour
- 2008: Unbreakable Tour dei Backstreet Boys

## Discografia

### Album
- 2008: Just a Rolling Stone
- 2010: Welcome to Heartbreak

### Singoli
- 2008: "Take You There" feat.Diddy
- 2008: "Dr.Love"

### Collaborazioni
- 2008: "Ain't Going" feat. Day26 e Danity Kane